# Agnes Keith
Agnes Keith, Condessa de Moray (c. 1540 – 16 de Junho de 1588) foi uma nobre escocesa. Foi casada com Jaime Stuart, 1.º Conde de Moray, filho ilegítimo de Jaime V da Escócia e meio irmão de Mary I da Escócia e durante a sua ausência na França ele atuou com Regente da Escócia.